# Servi della gleba (singolo)
Servi della gleba è un singolo di Elio e le Storie Tese pubblicato nel 1992 in 12", estratto dall'album Italyan, Rum Casusu Çikti.

## Il disco
Il singolo contiene i brani Servi della gleba e Il vitello dai piedi di balsa ed è stato prodotto solo per promuovere il loro secondo album Italyan, Rum Casusu Çikti e distribuito durante una conferenza stampa.
Tutti i brani sono in versione censurata eccetto l'ultima traccia. La canzone racconta in chiave ironica la condizione dei cosiddetti «servi della gleba», termine mutuato dalla storia medievale, che il batterista Christian Meyer scherzosamente associò a quegli uomini ingenuamente innamorati di una donna la quale nemmeno li considera e li stima, limitandosi a sfruttarli quando servono. 
Sulla stesura musicale, mentre Il vitello dai piedi di balsa fu composta dai soli Rocco Tanica ed Elio, la composizione di Servi della Gleba vede coinvolti anche Faso e Cesareo (anche se quest'ultimo ebbe poco a che fare con la stesura del pezzo). Faso racconta che Rocco Tanica aveva già composto un buon 60% della canzone, mancava però una strofa, che fu creata dallo stesso Faso insieme ad Elio, con qualche piccolo contributo di Cesareo. Crearono questa strofa rappata, che però Rocco Tanica non apprezzò, anzi, Faso racconta che "gli fece schifo", e si generò anche una discreta discussione, risolta poi da Elio che v'inserì più parti melodiche.

## Tracce
Lato A
1. Servi della gleba (beep version) – 4:38 (testo: Belisari, Fasani – musica: Conforti, Fasani, Belisari, Civaschi)

Lato B
Testi di Stefano Belisari, musiche di Sergio Conforti e Stefano Belisari.
1. Il vitello dai piedi di balsa (beep version) – 3:09
2. Il vitello dai piedi di balsa (reprise) – 1:31

## Formazione
- Elio - voce principale
- Rocco Tanica - tastiere, cori
- Cesareo - chitarra elettrica, cori
- Faso - basso elettrico, voce telefonata
- Feiez - sassofono, cori
- Curt Cress - batteria

### Altri musicisti
- Giancarlo Porro - sassofono contralto
- Claudio Allifranchini - sassofono tenore
- Fernando Brusco - tromba
- Mauro Parodi - trombone